# 蔡里茨坎珀爾山

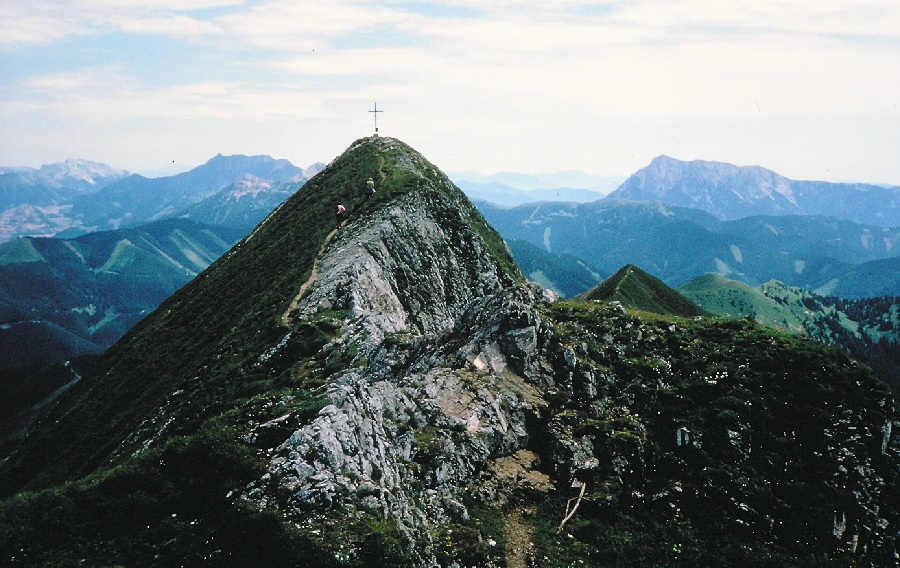

47°29′29″N 14°43′36″E / 47.49139°N 14.72667°E
蔡里茨坎珀爾山（德語：Zeiritzkampel），是奧地利的山峰，位於該國东部，由施泰爾馬克州負責管轄，屬於恩斯塔爾阿爾卑斯山脈的一部分，海拔高度2,125米，每年平均降雨量1,632毫米。